# Gerhard (cardinal, 1067)
Pour les articles homonymes, voir Gerhard.
Gerhard, né après 1000, à Ratisbonne dans le duché de Bavière, et mort le 6 décembre  1077, est un cardinal allemand de l'Église catholique. Il est membre de l'ordre des bénédictins de Cluny.

## Biographie
Gerhard est créé cardinal-évêque en 1067 par Alexandre II. Il est légat en France, où il préside le synode de Châlons en 1074 et le synode de Poitiers en 1075. Gerhard participe à l'élection de Grégoire VII en 1073. Il est légat en Allemagne en 1074 avec le cardinal Uberto de Palestrina. Gerhard accompagne le pape Grégoire VII à Canossa et est légat en Lombardie, où il est pris en captivité par les supporteurs de l'empereur à cause du conflit sur l'investiture.